# John Bell (Politiker, 1796)
John Bell (* 19. Juni 1796 in Pennsboro, Lycoming County, Pennsylvania; † 4. Mai 1869 in Fremont, Ohio) war ein US-amerikanischer Politiker. Im Jahr 1851 vertrat er für zwei Monate den Bundesstaat Ohio im US-Repräsentantenhaus.

## Werdegang
John Bell erhielt nur eine eingeschränkte Schulausbildung. Im Jahr 1810 kam er mit seinen Eltern nach Ohio, wo sich die Familie nahe Xenia niederließ. 1823 zog er nach Lower Sandusky, wo er im Jahr 1830 Bürgermeister wurde. John Bell war auch mehrfach als Nachlassrichter im Sandusky County tätig. Außerdem war er in der Staatsmiliz aktiv, in der er im Jahr 1834 zum Generalmajor befördert wurde. Während des Toledo-Krieges im Jahr 1838 befehligte er die Truppen des Staates Ohio. Zwischen 1838 und 1841 war er Posthalter in Lower Sandusky. Politisch wurde er Mitglied der Whig Party. In den Jahren 1844 und 1845 saß er als Abgeordneter im Repräsentantenhaus von Ohio; von 1845 bis 1846 war er Bürgermeister der Stadt Fremont.
Nach dem Tod des Abgeordneten Amos E. Wood wurde Bell bei der fälligen Nachwahl für den sechsten Sitz von Ohio als dessen Nachfolger in das US-Repräsentantenhaus in Washington, D.C. gewählt, wo er am 7. Januar 1851 sein neues Mandat antrat. Bis zum 3. März 1851 konnte er die laufende Legislaturperiode im Kongress beenden. Bell war bereits der dritte Kongressabgeordnete des sechsten Wahlbezirks seines Staates für am 4. März 1849 begonnene Legislaturperiode. Auch Woods Vorgänger Rodolphus Dickinson war im Amt verstorben.
Zwischen 1852 und 1855 sowie nochmals von 1858 bis 1863 amtierte John Bell als Nachlassrichter. Er starb am 4. Mai 1869 in Fremont, wo er auch beigesetzt wurde.